# Samuel B. Pryor
Samuel B. Pryor (1816 - 1866) fue un médico y político estadounidense. Fue el primer alcalde de la ciudad de Dallas, Texas en Estados Unidos de América. Gobernó esta ciudad de 1856 a 1857.

## Biografía
Nació en el condado de Brunswick (Maryland) en Virginia, fue hijo de Philip Pryor y Susan C. Wilkes.
Pryor fue el primer graduado de la clase de cadetes del Instituto Militar de Virginia donde estudió de 1839 a 1840. Durante la Guerra civil, sirvió en el Ejército Confederado.